# Trevigiani Phonix-Hemus 1896
Trevigiani Phonix Hemus 1896 is een Italiaanse wielerploeg. De ploeg bestaat sinds 2014, als voortzetting van Trevigiani Dynamon Bottoli. Unieuro Wilier komt uit in de continentale circuits van de UCI. De manager is Ettore Renato Barzi.

## Bekende (oud-)renners
- Liam Bertazzo (2014)
- Matteo Busato (2014)
- Luca Chirico (2014)
- Christian Delle Stelle (2014)
- Andrei Nechita (2014)
- Rino Gasparrini (2014-heden)
- Simone Petilli (2015-heden)

2014 · 
2015 · 
2016 · 
2017